# Grande Planície Húngara

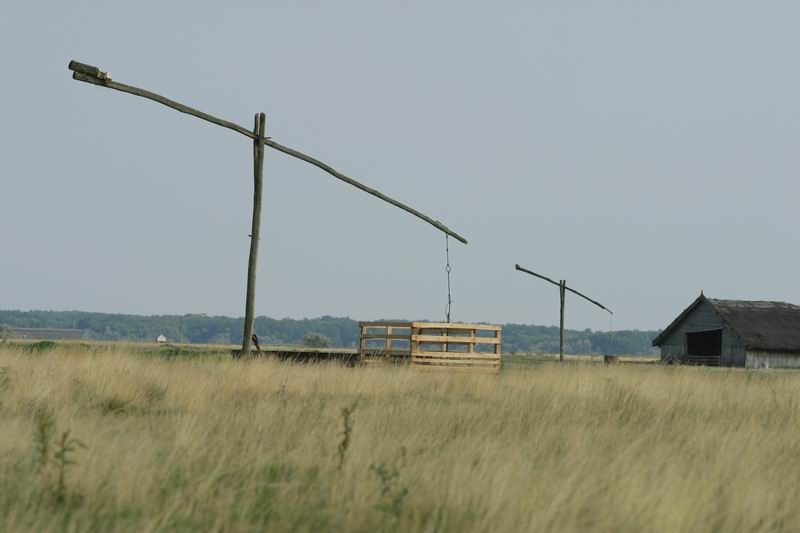
Poços na puszta de Hortobágy.

A Grande Planície Húngara (também conhecida como Grande Alföld, Alföld) é uma planície que ocupa o sul e este da Hungria, parte da Eslováquia oriental (Východoslovenská nížina), o sudoeste da Ucrânia (Zakarpats'ka nyzovyna), o oeste da Roménia, o norte da Sérvia, e o este da Croácia. Constitui a maior parte da Planície da Panónia.